# الإيمان والعقلانية
الايمان اعلى مراتب التصديق بمعنى التصديق المطلق
تتواجد العقلانية والإيمان بدرجات متفاوتة بين الصراع أو التوافق. تستند العقلانية إلى المنطق أو الوقائع. أما الإيمان هو الاعتقاد بالإلهام أو الوحي أو السلطة. تشير كلمة الإيمان، في بعض الأحيان، إلى الاعتقاد دون وجود سبب أو دليل، أو الاعتقاد رغمًا عن وجود السبب أو الدليل، أو قد تشير إلى الاعتقاد القائم على درجة من التبرير الاستدلالي.
على الرغم من الخلط الخاطئ أحيانًا بين كلمتي الإيمان والاعتقاد واستخدامهما كمترادفات، إلا أن مصطلح الإيمان يشير، على نحو سليم، إلى نوع معين (أو جزء متفرع) من الاعتقاد، كما هو محدد أعلاه.
توجد بشكل عام وجهتا نظر بشأن العلاقة بين الإيمان والعقلانية:
1. ترى العقلانية أنه يتعين تحديد الحقيقة عبر التحليل المنطقي والواقعي، وليس عبر الإيمان أو الدوغماتية أو التقاليد أو التعليم الديني.
2. ترى الإيمانية أن الإيمان ضروري، وأنه يجوز الاعتقاد دون أي دليل أو سبب، وحتى في حالة التعارض مع الأدلة والعقل.

درست الكنيسة الكاثوليكية كذلك الرأي القائل بأنه من الممكن، ومن الواجب، أن يعمل الإيمان الحقيقي والمنطق الصحيح سويًا، وأنه إذا نُظر إليهما بشكل صحيح، فلا يمكن أن يتعارضا أبدًا، لأن كلاهما من الله، كما ورد في المنشور البابوي للبابا يوحنا بولس الثاني الإيمان والعقل.

## العلاقة بين الإيمان والعقل
كانت العلاقة بين الإيمان والعقل، منذ أيام الفلاسفة اليونانيين على الأقل، محل نقاش حاد. جادل أفلاطون بأن المعرفة هي ببساطة الذاكرة الأبدية. وضع أرسطو قواعد يمكن من خلالها اكتشاف المعرفة عن طريق العقل.
يعود اعتقاد الناس بمعتقدات غير عقلانية، بحسب العقلانيين، إلى أسباب عديدة. قد توجد أسباب تطورية للاعتقادات غير العقلانية، فالمعتقدات غير العقلانية قد تزيد من قدرتنا على البقاء والتكاثر. أو قد يكون الإيمان، وفقًا لرهان باسكال، من مصلحتنا، لأن الإيمان قد يعدنا بثواب غير محدود، في حين ينظر الكثيرون إلى محدودية ثواب العقلانية. قد يكون الإشراط الاستثابي سبب آخر للاعتقادات اللاعقلانية. فعلى سبيل المثال، في دراسة أجراها بورهوس فريدريك سكينر عام 1948، مُنح حمامًا حبوبًا على فترات زمنية منتظمة دون اعتبار لسلوكه. كانت النتيجة أن كل حمامة طورت استجابتها الخاصة التي أصبحت مرتبطة بنتيجة الحصول على الحبوب.
غالبًا ما يشير معتنقو الإيمان، كأولئك المعتقدين بأن الخلاص ممكن عبر الإيمان وحده، إلى أن كل شخص يعتتق معتقداته عبر الإيمان وليس العقل. فالاعتقاد بأن الكون مكان معقول، وأن عقولنا تسمح لنا بالتوصل إلى استنتاجات صحيحة بشأنه، هو اعتقاد نحافظ عليه عبر الإيمان. يؤكد العقلانيون أنه قد جرى التوصل إلى ذلك لأنهم لاحظوا أن العالم متسق ومعقول، وليس عبر الإيمان بأنه كذلك.
يمكن أن يتواجد الاعتقاد «عبر الإيمان» مع العقلانية في عدد من العلاقات:
- الإيمان بوصفه أساسًا للعقلانية: تعتمد المعرفة الإنسانية والعقل، بحسب وجهة النظر هذه، على الإيمان: الإيمان بحواسنا، والإيمان بعقلنا، والإيمان بذكرياتنا، والإيمان بروايات الأحداث التي نتلقاها من الآخرين. يُنظر إلى الإيمان، بناءً على ذلك، على أنه شيء أساسي للعقلانية ولا ينفصل عنها. تقوم العقلانية، في بادئ الأمر، وفقًا لرينيه ديكارت، على إدراك الحقيقة المطلقة «أنا أفكر، إذًا أنا موجود»، والتي لا تتطلب أي إيمان. تنطلق جميع المبررات الأخرى من هذا الإدراك، وهي عرضة للدحض في أي وقت مع اكتشاف أدلة جديدة.
- الإيمان بوصفه يعالج قضايا خارج نطاق العقلانية: يتضمن الإيمان، بحسب وجهة النظر هذه، المسائل التي لا يستطيع العلم والعقلانية بطبيعتهما معالجتها، ولكنها رغم ذلك حقيقية تمامًا. يُنظر إلى الإيمان، بناءً على هذا، على أنه مكمل للعقلانية، عبر تقديم إجابات لأسئلة لا إجابة لها بخلاف ذلك.
- الإيمان بوصفه مناقضًا للعقلانية: يُنظر إلى الإيمان، بحسب وجهة النظر هذه، على أنه الآراء التي يتمسك بها المرء رغم أن الأدلة والعقل على خلافها. يُعتبر الإيمان، بناءً على ذلك، مضرًا بالعقلانية، لأنه يتعارض مع قدرتنا على التفكير، وتُعتبر العقلانية، على نحو معاكس، عدو الإيمان لتدخلها في معتقداتنا.
- الإيمان والعقل بوصفهما ضروريان للعمل معًا: هذه هي النظرة الكاثوليكية، التي ترى أن الإيمان بدون إعمال العقل يقود إلى الخرافات، في حين يؤدي إعمال العقل بدون الإيمان إلى العدمية والنسبية. يزيد الإيمان وإعمال العقل من تطور بعضهما البعض، وفقًا لما يُسمى بالدائرة التأويلية للإيمان والعقل.
- الإيمان بوصفه يستند إلى مبرر: توفر درجة من الأدلة، بحسب وجهة النظر هذه، مبررًا للإيمان. «من أجل تفسير الأمور الكبرى بطريقة مبسطة».[2]

## آراء الكنيسة الرومانية الكاثوليكية
كان القديس توما الأكويني، أهم ملفان في الكنيسة الكاثوليكية، أول من كتب معالجة كاملة في العلاقة والاختلاف والتشابه بين الإيمان- القبول الفكري- والعقل، خاصة في كتابه الخلاصة اللاهوتية، وكتابه الحقيقة، وكتابه خلاصة في الرد على الأمم.
كُتبت تعاليم الكنيسة الرومانية، تعاليم مجمع ترنت، خلال حركة الإصلاح المضاد للكنيسة الكاثوليكية لمكافحة البروتستانتية وميول مارتن لوثر المناهضة للميتافيزيقية.
كان منشور ابن الله دستور المجمع الفاتيكاني الأول العقائدي بخصوص إيمان الكنيسة الرومانية الكاثوليكية. اعتُمد هذا المنشور بالإجماع في 24 أبريل 1870، وقد تأثر بالمفاهيم الفلسفية ليوهان بابتست فرانزلين، الذي كتب كثيرًا حول موضوع الإيمان والعقلانية.
تواجد العديد من العلماء الكاثوليك على مر العصور، نظرًا لأن الكنيسة الرومانية الكاثوليكية لا تحط من قدر العقل، بل تؤكد على مصداقيته وأهميته.
كتب الفيلسوف التوماوي إتيان جيلسون، أحد فلاسفة القرن العشرين، عن الإيمان والعقل في كتابه التوماوية الصادر سنة 1922. كتب عنه معاصره جاك ماريتان في كتابه درجات المعرفة.
أصدر البابا يوحنا بولس الثاني المنشور البابوي الإيمان والعقل في 14 سبتمبر 1998. يتناول المنشور العلاقة بين الإيمان والعقل.
كانت محاضرة ريغنسبورغ التي ألقاها البابا بندكت السادس عشر في 12 سبتمبر 2006 عن الإيمان والعقل.

## الفلسفة اليهودية
حاول الفيلسوف اليهودي في القرن الرابع عشر جرسونيدس التوفيق بين الإيمان والعقل. وقد كتب: «لا يمكن للتوراة أن تمنعنا من صحة اعتبار ما يحثنا عقلنا على تصديقه». قال معاصره هاسداي كريسكاس بالرأي المعاكس، وهو أن العقل ضعيف والإيمان قوي، وأنه يمكننا عبر الإيمان فحسب أن نكتشف الحقيقة الأساسية المتمثلة في أن الله محبة، وأنه يمكننا عبر الإيمان وحده أن نتحمل المعاناة التي هي مصير شعب الله المختار.